# 翼龙-2
翼龙-2，军用代号攻击-2，是成都飞机工业集团研制的无人驾驶飞行器，是空中侦察、精确打击和应急通讯的平台。成都飞机工业集团于2015年9月的北京国际航空航天展览会上介绍了翼龙-2的概念。在2016年珠海航展期间，翼龙-2的原型机首次向公众展示。 因为支持卫星链路，翼龙-2具有远程打击能力。

## 概况

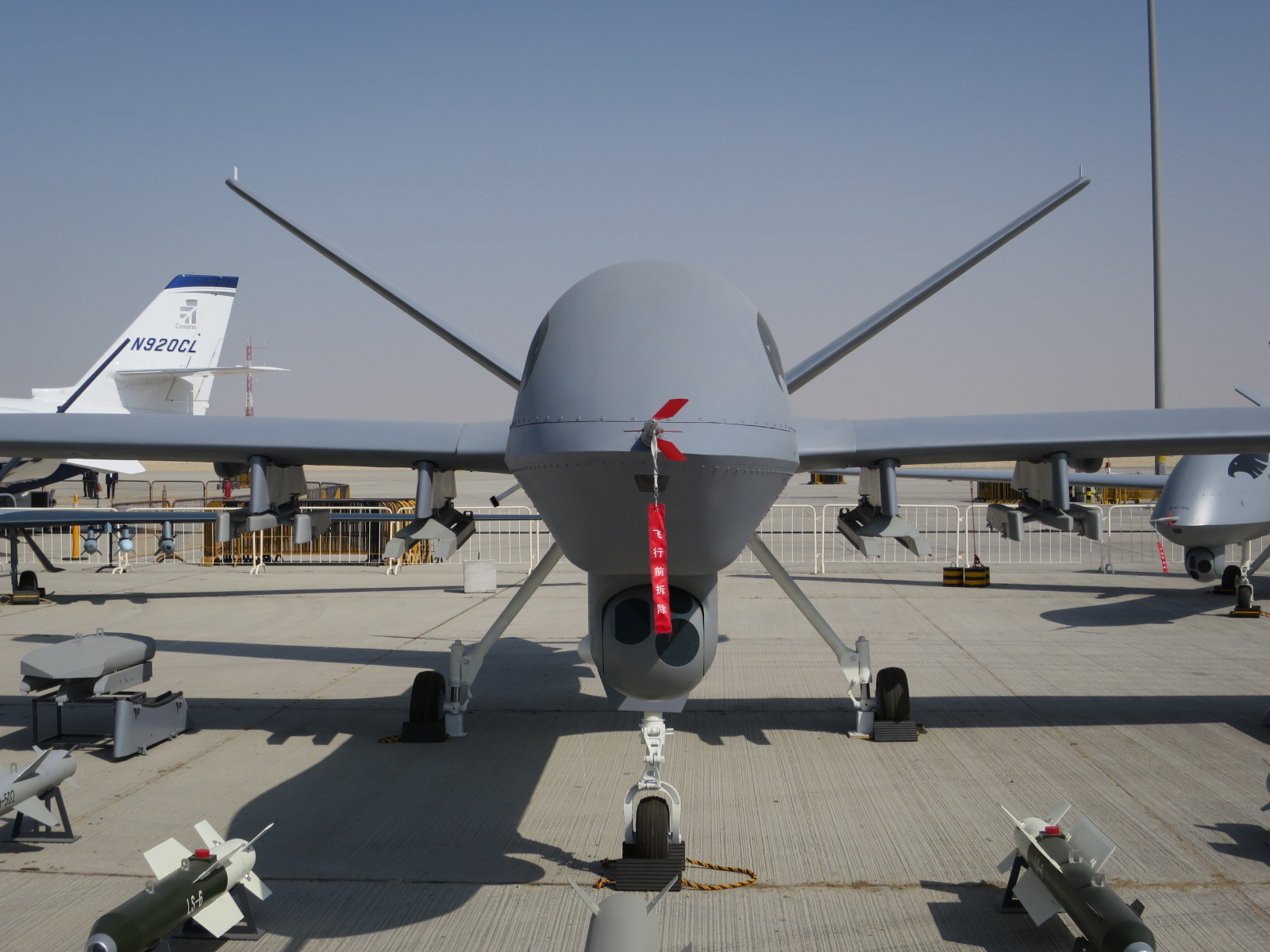
翼龙-2前视图，摄于2017年迪拜航展。

翼龙-2中空长航时无人机是翼龙-1的放大版，机身更长，翼展更宽。翼龙-2中空长航时无人机机身细长、 配有V型尾翼和腹鳍。该飞行器采用可伸缩起落架，包括机身下方的两个主轮和机头下方的一个单轮。每个机翼下都有三个挂载点，可以携带炸弹、火箭弹或空对地导弹。一个位于机身顶部前表面的卫星通信天线提供无人机和地面站之间的远程数据传输。 
2016年11月，翼龙-2无人机在第十一届中国国际航空航天博览会首次公开并进行实机地面展示。
2017年2月27日，翼龙-2在中国西北某高原机场成功首飞。担任此次首飞任务的是中国功勋试飞员雷强，他也曾担任歼-10战机等重要机型首飞任务。
2018年1月，四川广播电视台报道，“目前翼龙完成交付和正在赶制的订单已有上百个”，并称该机还在图纸上，就已经获得了为海外客户的100架订单，是中国大陆无人机出口史上的最大订单。新浪军事分析认为，大量购入翼龙-2的客户来自阿联酋。

## 型号
- 翼龙-2 ：最多可携带12枚空对地导弹。[7][8][9]

- 攻击-2 ：翼龙-2的中国国内军用版。区别在于它的翅膀上没有翼尖小翼[10]。2018年11月于珠海航展对外公开亮相，已入列中国人民解放军[11]。

- 翼龙-2H：
  - 应急救灾型无人机：在翼龙-2无人机系统基础上，针对灾害探查、应急通信保障、应急投送等任务研制的大型应急救灾型无人机。无人机与地面控制站和保障系统共同构成翼龙-2H应急救灾型无人机系统。翼龙-2H搭载光电探测吊舱、合成孔径雷达、航拍CCD相机、应急通信保障吊舱、应急投送舱等设备。[12]
  - 气象型无人机：在翼龙-2无人机系统基础上，针对大气探测、人工影响天气等任务研制的大型气象型无人机系统[13]。

## 使用记录

### 军事活动

#### 利比亚
2019年12月13日，正在进攻政府军的利比亚国民军宣布，他们使用翼龙-2摧毁了土耳其运送来准备交付给政府军的一大批武器。
据BBC非洲之眼和BBC阿拉伯纪录的調查，阿联酋于2020年1月使用翼龙-2无人机在利比亚首都的黎波里的一所军事学院发射了蓝箭-7空地反坦克导弹，造成26名没有武装的学员死亡。这架无人机相信是由阿联酋支持的國民軍，在利比亚哈迪姆空军基地远程操控的。事後阿联酋並沒有回應指控，但專家指军事学院裡的学员並沒有武装，也並非在執行軍事行動，只是日常訓練，許多學員更是剛加入不久的年輕學生，阿联酋的空襲已經違反國際法及犯下戰爭罪行。
2020年利比亚内战期间，土耳其支持的民族團結政府 (利比亞)与受俄国、法国、埃及、约旦、阿联酋等国支持的“国民军”分别使用无人机攻击对方无人机。得到阿联酋援助翼龙-2的国民军几乎拿下利比亚全境，很多土耳其无人机还没来得及起飞就被炸毁在机场上。之后土耳其亲自介入战事，使用护卫舰发射导弹方式等击毁了国民军的无人机，形势再次逆转。 

#### 巴基斯坦
2024年1月18日，巴基斯坦空軍派出翼龍-2無人機、殲-10CE及JF-17戰機，向伊朗發動空襲，以報復伊朗革命衛隊以「反恐」為由空襲巴國俾路支省。

### 非军事活动
在2019年10月1日的庆祝中华人民共和国成立70周年大会期间，由攻击-2无人机、攻击-11无人机和反辐射无人机组成的无人作战第2方队通过天安门。
2021年7月21日，中华人民共和国应急管理部紧急调派翼龙无人机空中应急通信平台，长途飞行4.5小时、近1200公里，飞越三省一市，抵达河南郑州巩义市米河镇因为2021年河南暴雨中断通信的区域上空，提供了约50平方公里范围连续的中国移动公网信号覆盖，执行了近6小时的地面侦察和通信中继任务。截止21日20时，空中基站累计接通用户2572个，产生流量1089.89M，单次最大接入用户648个。7月22日13:36，搭载中国移动无线通信基站的翼龙大型长航时无人机再次从贵州省安顺黄果树机场起飞。预计飞行4个半小时，抵达郑州市中牟县，为阜外华中心血管病医院的救援工作提供网络保障。两次飞赴河南除了航程均为上千公里、全程航行16小时、恢复移动公网通信以外，还提供了覆盖15000平方公里的音视频通信网络，同时配合地面展开灾情侦查。
2023年7月30日，中华人民共和国应急管理部紧急调派翼龙无人机于凌晨起飞，飞行1400公里后抵达福建邵武、建瓯等地，并在下午4时返航，任务持续时间11个小时，飞行总距离超过3000千米。在任务期间，翼龙-2H型无人机对任务区域内的地面情况进行了侦察，拍摄了道路损毁情况，河流流量情况，检查了部分受灾区域的房屋受损情况等。同时，拍摄了航路上的高积云和浓积云等，成功执行了航路避让和天气观测等任务，为救灾指挥部整体掌握福建地区的受灾情况、合理安排救灾力量提供了重要的决策依据，任务取得了良好效果。

## 使用方
- 中國 — 攻击-2型入列中国人民解放军[19]。翼龙-2H归属应急管理部。[12]
- 沙烏地阿拉伯 — 入列沙特阿拉伯皇家空军。在也门内战期间用于与胡塞武装的对抗。
- 利比亞 — 第二次利比亚内战期间服役于支持哈夫塔尔势力的利比亞國民軍空军，由阿联酋提供。[16]
- 巴基斯坦 —2018年10月，巴基斯坦航空联合体（英语：Pakistan Aeronautical Complex）与成都飞机工业集团宣布将为巴基斯坦空军联合生产48架翼龙-2无人机。[26][27][28]
- 阿联酋 — 2017年成为翼龙-2的首批客户[29]，估计数量上百。[1]
- 阿尔及利亚 — 阿爾及利亞空軍訂購24架，預計在2022年內全面服役。[30]
- 奈及利亞 — 用於鎖鎮壓博科聖地叛亂，數量未知。.[31]
- 摩洛哥 — 訂購14架。[32]

## 规格
基本信息
- 乘员: 无
- 长: 11 米 (36 英尺 1 英寸)
- 翼展: 20.5 米 (67 英尺 3 英寸)
- 高: 4.1 米 (13 英尺 5 英寸)
- 最大起飞重量: 4,200 千克 (9,259 磅)

性能
- 最大速度: 370 km/h (每小时230 英里, 200 节)
- 失速速度: 150 km/h (每小时93 英里, 81 节)
- 续航时间: 32小时
- 实用升限: 9,900 米 (32,500 英尺)

武器
最多达480千克
- 炸弹
  - FT-10
  - FT-9
  - FT-7
  - GB7
  - GB4
- 导弹
  - BRM1
  - AKD-10
  - BA-7

航空电子设备
- 空对地雷达
- GPS通讯系统
- 光电吊舱，配备日光与红外相机和传感器
- 卫星数据链